# Ferdinand Krien
Ferdinand Krien (* 13. Januar 1850 in Notzendorf (Krzyzanowo) in Ostpreußen im Kreis Stuhm; † 7. März 1924 in Berlin) war ein deutscher Dolmetscher für Japanisch und Diplomat, eingesetzt als Generalkonsul.

## Berufliche Entwicklung
Nach dem Grundschulbesuch wechselte Ferdinand Krien an das Gymnasium in Elbing. Hier legte er zu Ostern 1870 das Abitur ab. Nach im gleichen Jahr begann er im Juli den pflichtgemäßen Militärdienst und nahm in dieser Zeit bis August 1871 am Deutsch-Französischen Krieg teil. Mit seiner Entlassung aus dem preußischen Heer nahm er Ende 1871 ein Studium der Philosophie, der Geschichte, sowie der Alt- und Neusprachen an der Albertus-Universität Königsberg auf. Von hier wechselte er zur Fortsetzung an die Friedrich-Wilhelms-Universität nach Berlin.
Vermutlich ohne das begonnene Studium zu beenden wechselte Ferdinand Krien im Dezember 1872 zum Auswärtigen Amt. Er wurde dem Dolmetscherdienst zugegliedert und als Dolmetscher-Aspirant zur deutschen Gesandtschaft nach Tokyo beordert. In Japan trat er im März 1873 seinen Dienst an. Nach drei Jahren Einsatzzeit in Tokyo wurde er im Mai 1876 an das Konsulat nach Yokohama versetzt. Er wurde Mitglied der Deutschen Gesellschaft für Natur- und Völkerkunde Ostasiens (OAG) und publizierte in dieser Zeit in den regelmäßig herausgegebenen Mitteilungen der OAG um 1873 einen Artikel über eingetretene Veränderungen im japanischen Kaiserreich anhand von topografischen Karten. Mit Rückkehr aus dem Urlaub erfolgte Anfang des Jahres 1880 die Rückversetzung an die Gesandtschaft nach Tokyo. Von hier aus wurde er 1883 für ein Jahr als kommissarischer Leiter des deutschen Konsulates von Yokohama eingesetzt. Während dieser Zeit war er in Yokohama zugleich amtierender Konsul für die Niederlande, Norwegen und Schweden. Ab Oktober 1885 erfolgte seine kommissarische Berufung an das deutsche Konsulat von Kobe-Osaka zur Vertretung des amtierenden Konsuls Hermann Stannius (1842–1912). Dieser Einsatz dauerte fast zwei Jahre und von hier aus wurde er im April 1887 als kommissarischer Leiter des deutschen Konsulats von Seoul eingesetzt. In diesem Aufgabenbereich wurde er im April 1889 als Konsul und 1896 zum Generalkonsul ernannt. Nach Japan kehrte er aber erst Ende 1899 zurück. Sein Nachfolger in Korea wurde dort F. Reindorf.
Wieder in Japan eingetroffen trat Ferdinand Krien im Februar 1900 seinen Dienst zur Leitung des Konsulats in Kobe-Osaka an. Diesen Verantwortungsbereich hatte er bis Juli 1906 inne und wurde dann übergangsweise durch Wilhelm Müller (1871–1936) abgelöst, bis der eigentliche Nachfolger Fritz August Thiel (1863–1931) für das Amt des Konsuls verfügbar war. Anschließend kehrte er nach Deutschland zurück und wurde hier in den einstweiligen Ruhestand versetzt. Doch im November 1914 erfolgte seine Aktivierung durch das Auswärtige Amt. In Berlin wurde er in der Zensurstelle des Auswärtigen Amtes beim Haupttelegrafenamt eingesetzt.
Am 7. März 1924 verstarb Ferdinand Krien in Berlin.

## Familie
Die Eltern von Ferdinand Krien waren der Kommissionskaufmann Gottlieb Krien und dessen Ehefrau Caroline, geborene Dombrowski. Der Sohn Ferdinand blieb unverheiratet.

## Publikationen
- Kotino enkakud suki (Erklärende Karten für die Veränderungen, die im Kaiserreich stattgefunden haben), OAG Mitteilungen, Band I. 1873–1876, Heft 6, S. 32ff.